# Towhidi Tabari
Towhidi Tabari (persisk توحیدی طبری , Arabisk Tawhidi Al-Tabari توحیدی الطبری, født 15. juni 1964 i Babol, Iran) er en iransk kalligraf, maler, og persisk stilillusionist. Han er bosat i Paris.
Han er medlem af Iranske Kalligrafers Forening, International Association Of Art UNESCO, La Maison des Artistes de France, og the Plastic Arts Center, og the Ministry of Culture of Iran.

## Biografi
Han begyndte at lære kalligrafi i en alder af 14 år hos Mohammad Zaman Ferasat og Mehdi Fallah Moghadam i den nordlige by Babol i Iran. Da var han 19, flyttede han til hovedstedet Teheran for, at studere på det iranske kalligrafiinstitut hos mestrene Gholam Hossein Amirkhani og Yadollah Khodai Khonsari, hvor han fik mestertitlen i kalligrafi. Samtidig lærte han den traditionelle iranske kunst for grafik og design. Towhidi Tabari har været chef i kalligrafer og designer afdeling i det iranske flyselskab. Han har underviste i kalligrafi på Teheran Universitet i et år, og i to år underviste han på Osweh højskole i Teheran.
Towhidi Tabari er specialist i Nastealigh- og Shekasteh-stil i farsikalligrafi.

## Udstillinger
Verdens mest kendte kalligraf, Towhidi Tabari har haft over 50 individuelle og mere end 100 udstillinger i fællesskab med andre kunstnere i forskellige lande i Europa, Amerika, og Asien såsom:
- 1987 National congress of calligraphi(Ramsar,Iran)
- 1989 Noushirvani Institute of Technology(Babol.Iran)
- 1992 Daryabeygui Gallery(Tehran,Iran)
- 1993 Zarrabi Gallery(Tehran,Iran)
- 1995 Daryabeygui Gallery(Tehran,Iran)
- 1996 Art Gallery( Babol,Iran)
- 1997 Avicenna Cultural Center(Tehran,Iran)
- 1998 Iranian Associations, Köln, Frankfurt, Hamburg (Tyskland)
- 1998 La Maison d`Iran (Paris, France)
- 1999 Contemporary Arts Museum (Tehran, Iran)
- 1999 Syrian Cultural Center (Paris, France)
- 1999 Francois Mitterand National Library of France for the commemorations of Hafez
- 1999 International Omar Khayyám Congress UNESCO (Paris, France)
- 2000 Iranian Cultural Center (Paris, France)
- 2000 Individual exposition in the Los Angeles Iranian Association, U.S.A.
- 2002 Libanon fine arts university (Tripoli, Libanon)
- 2002 Artstud, Palais de Congre`s (Paris, France)
- 2002 Great Mosque (Paris, France)
- 2003 Cite`internationale des Arts(Paris, France)[4]
- 2003 Mediatheque Issy-Les-Moulineaux (France)
- 2004 National Library of Kroatien, (Zagreb)[5][6][7],
- 2004 Salle André Malraux, Yerres,Ile-de-France (France)
- 2005 Exposition of works based on the poetry of Rumi,[8] [9] [10],(Iranian cultural Center, Paris,France)
- 2005 Exposition on the occasion of the iranian new year [11](Cesson Sevigne,France)
- 2006 Nuit Blanche 2006edition, National Archives of Paris(France)[12]
- 2007 Exposition at the city of Cogolin-Sainte Maxime Cote d'Azur(France)[13]
- 2007 Festival of Calligraphy, Theoule-sur-Mer,Cannes (France)[14]
- 2007 Cultural Center of Courbevoie, Île-de-France(France)[15]

## Den Persiske kalligrafi og illusions kunstskole
Den persiske kalligrafi og illusions kunstskole i Paris startede i april 2002. Skolen er den første i sin slags i Frankrig, og mere end 300 studenter har allerede fulgte timerne, som nogle af dem opnåede et højt niveau kvalitet. Skolen er for alle dem der er interesseret i kalligrafi og illusion kunsten, helt fra begynder op til et højt kvalificeret niveau. Der er allerede nogle certifikat blevet udsted til de første studerende, som kan holde udstilling af deres kunstværk.

## Priser
- 1999 Certificate of contemporary Art Museum of Tehran, Iran
- 2002 Medal from the Lebanon Fine Art Universite , Tripoli
- 2003 Letter of thanks of French president Jacques Chirac
- 2004 Caillebotte Award from the city of Yerres
- 2004 Certificate of the Academy of Fine Arts of Zagreb, Croatia

## Konference
- 2004 Academy of Fine Arts of Zagreb, Croatia